# Parassimpáticolítico
Parassimpaticolítico é uma substância que reduz a atividade do sistema nervoso parassimpático. O sistema nervoso parassimpático faz parte do sistema nervoso autônomo.
O termo parassimpaticolítico refere-se ao efeito de drogas e alguns venenos, que têm por efeito bloquear o sistema nervoso parassimpático. Os medicamentos com propriedades parassimpaticolíticas são chamados anticolinérgicos.
Os parassimpaticolíticos e as Droga simpaticomiméticas tem efeitos semelhantes pois o fato de frenar o sistema parassimpático exalta a função do sistema simpático. Por exemplo, ambas podem causar a midríase, mas os Parassimpaticolíticos reduzem a acomodação (cicloplegia), enquanto que os simpaticomiméticos não reduzem a acomodação.

## Significado Clínico
As drogas Parassimpaticolíticas  são usadas para tratar ritmos cardíacos lentos como a bradicardia, causada por infarto agudo do miocárdio ou outras patologias,  como o tratamento de certas doenças que causam as contrações dos bronquíolos do pulmão, como a asma. Ao bloquear o sistema nervoso parassimpático, as drogas parassimpaticolíticas podem aumentar a freqüência cardíaca em pacientes com ritmos cardíacos lentos, e abrir as vias aéreas e reduzir a formação de muco em pacientes que sofrem de asma.